# Ermita Talako Ama

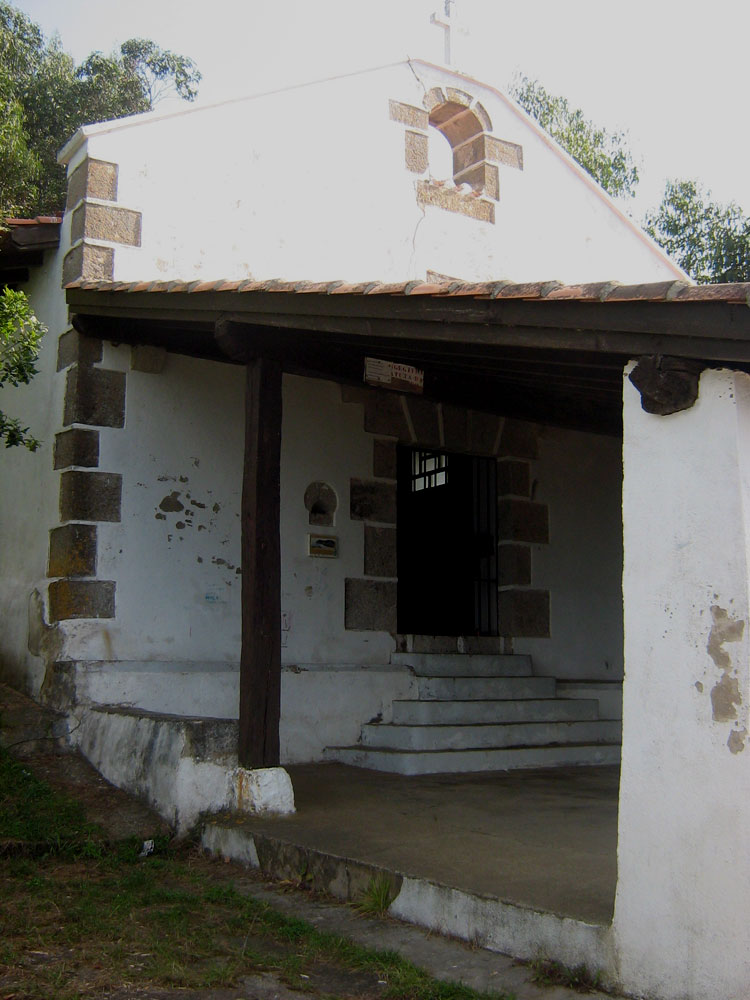
Acceso a la ermita.

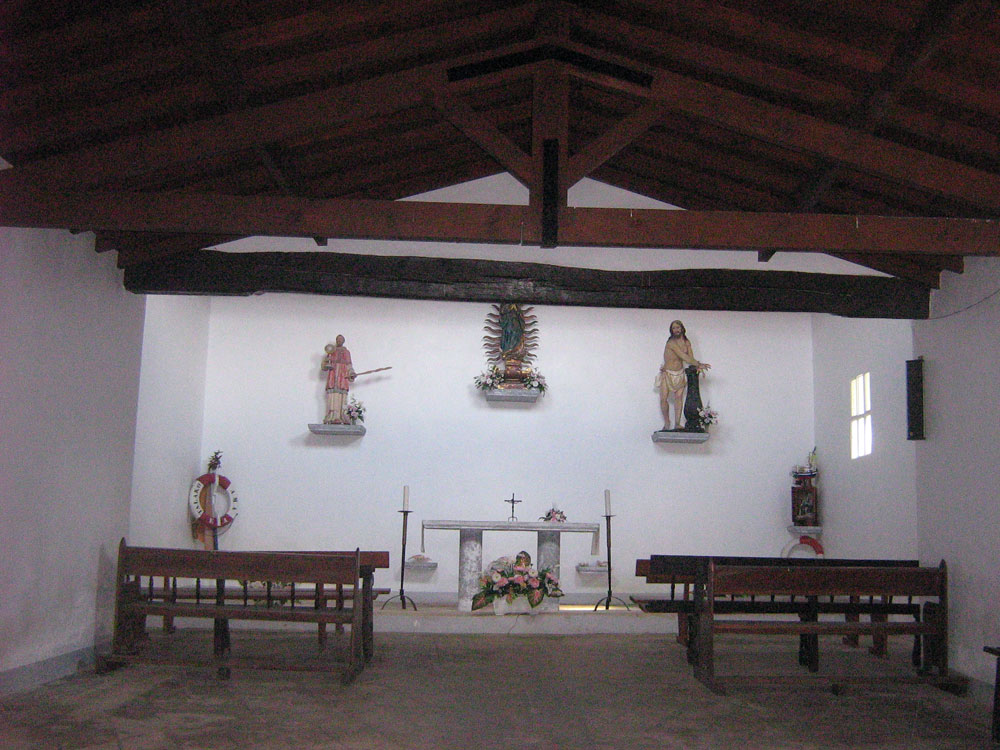
Interior de la ermita.

La Ermita Talako Ama (también conocida como Ermita de la Concepción y Ermita de la Atalaya) es un edificio religioso de España. Está ubicado en la localidad vizcaína de Ea.
La ermita está ubicada en una atalaya natural, a la cual se accede desde un pequeño camino ubicado en el puerto de la localidad. Pese a su pequeño tamaño, desde la fundación de Ea, un pequeño pueblo de pescadores del siglo XVI, fue tradición que los navegantes depositaran exvotos para pedir protección en sus viajes.
En la actualidad esa costumbre ha caído en desuso por la pérdida de tránsito marítimo en Ea. No obstante, se conserva en buen estado, siendo uno de los principales atractivos turísticos de la localidad, y aparece recomendada en numerosas páginas de turismo.
Su interior alberga tres imágenes de gran valor a las que se les rinde culto:
- Una imagen de María Inmaculada fechada a fines del siglo XVI
- Figura de un Cristo atado a la columna, fechada en el siglo XVIII
- Una imagen de San Román del siglo XX